# Vecsés
Vecsés je mesto na Madžarskem, ki upravno spada v podregijo Gyáli Županije Pešta.